# Isländische Badmintonmeisterschaft 1972
Die Isländische Badmintonmeisterschaft 1972 fand vom 29. bis zum 30. April 1972 in Reykjavík statt. Es war die 24. Auflage der nationalen Titelkämpfe von Island im Badminton.

## Finalresultate
| Disziplin    | Sieger                                      | Finalist                                    | Ergebnis           |
| ------------ | ------------------------------------------- | ------------------------------------------- | ------------------ |
| Herreneinzel | Haraldur Kornelíusson                       | Óskar Guðmundsson                           | 15-10, 18-16       |
| Dameneinzel  | nicht ausgetragen                           | -                                           | -                  |
| Herrendoppel | Haraldur Kornelíusson Steinar Petersen      | Garðar Alfonsson Sigurð Haraldsson          | 15-10, 15-8        |
| Damendoppel  | Hanna Lára Palsdóttir Lovísa Sigurðardóttir | Hulda Guðmundsdóttir Jónina Niljóníusdóttir | 9-15, 15-11, 15-12 |
| Mixed        | Haraldur Kornelíusson Hanna Lára Palsdóttir | Steinar Petersen Lovísa Sigurðardóttir      | 15-9, 15-9         |